# Famille du Buat

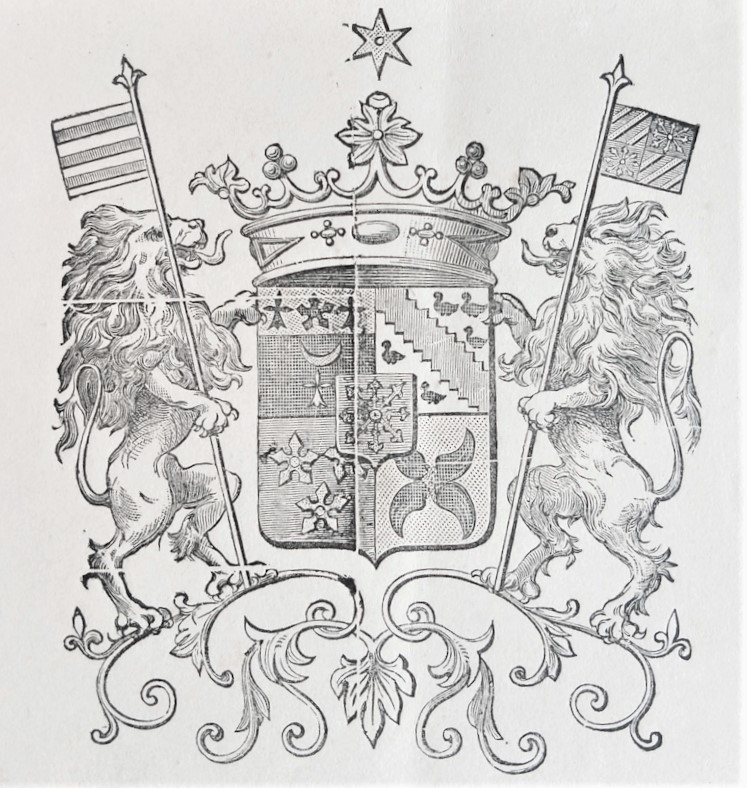
Armoiries du Buat

La famille du Buat est une famille de la noblesse française, d'ancienne extraction, originaire de Basse-Normandie. Elle a formé plusieurs branches, établies principalement dans l'Avranchin et dans le diocèse de Séez (département de l'Orne actuel).

## Étymologie
En latin de Buato (voir Buatum), ce mot d’origine celtique signifierait colline, montagne. En gallois-breton (Bwa), il signifierait arc, voûte, passage couvert. Il se pourrait aussi que le terme désigne une superficie en ancien et moyen français[réf. nécessaire].
Le sens du mot buat n'est pas clair. Il semble avoir acquis plus tard le sens de lavoir. Mais pour Albert Dauzat, Buat dériverait du francisque buka (ruisseau, lavoir). Buatum, employé pour Buata, pourrait également signifier un lieu souterrain (cave, crypte, caveau).
La branche des seigneurs de Tréhéru (et peut-être d'autres), a attaché son nom en Dubuat pendant la période révolutionnaire, et a plus tard demandé un retour à la forme initiale du nom (du Buat).

## Histoire

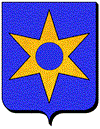
Premier blason connu de la famille : d'azur à la molette d'or

Les origines de la famille du Buat sont mal connues.
Les plus anciens membres retrouvés sont Raoul et Robert du Buat, vivants au temps de Guillaume le Conquérant, tous deux distingués dès cette époque.

Blason de Payen et de son fils Hugues du Buat. D'azur à l'escarboucle d'or. Blason obtenu à la suite de la participation de Payen et d'Hugues à la troisième croisade. Ce blason figure aux Salles des Croisades du Château de Versailles.

La famille du Buat s'est divisée en plusieurs branches.
La première division a lieu au XIIIe siècle entre les trois fils d'Hughes Ier du Buat :
1. la branche des Buats (sic) (issue de Nicolas Ier, chevalier), éteinte. La dernière de la branche des Buats, s'est mariée avec un cousin éloigné de la branche de Lorraine, à qui elle a apporté le comté de Brionne. La modification du nom en des Buats viendrait, selon Henri Le Court, du fait que cette branche ait acquis à un moment le château du Grand Buat et le fief du petit Buat, d'où le pluriel.
2. la branche de Mortain (issue de Robert Ier), éteinte.
3. la branche du Perche (issue de Guillaume Ier), subsistante.

Issue de la branche du Perche, Jean du Buat, troisième fils de Jean II du Buat (XIVe siècle), envoyé commander en Anjou, fait souche et fonde les branches de la famille du Buat en Anjou et au Maine : du Buat de Barillé, de Brassé et de la Subrardière, de Teillay. Seule la branche du Buat (de Brassé et) de la Subrardière, appelée branche de la Subrardière, a subsisté jusqu'à la fin du XIXe siècle.
Une nouvelle division de la branche du Perche a lieu au début du XVIe siècle entre les fils de Guillaume III du Buat, seigneur du Buat, de Prépotin et de Montcollin : 
1. La branche aînée, issue de Jean III du Buat (deuxième fils, le premier ayant rejoint le premier ordre), qui donnera la branche des seigneurs de Saint-Denis. Le petit-fils de Jean III du Buat sera le dernier seigneur du Buat (vente des terres en 1565). Éteinte.
2. La branche des seigneurs de Bazoches, issue de Jacques Ier du Buat, seigneur de Montcollin et de la Vallée, dont le fils, François Ier du Buat, chevalier, sera le premier du nom à porter le titre de seigneur et patron de Bazoches, seigneur des Hayes, Médavy, puis de Bresnard, baron de Migergon. Si la branche des seigneurs de Bazoches s'éteint avec Eustache-René du Buat, seigneur des Chapelles (mousquetaire, capitaine du régiment des cuirassiers du roi, vénérable de la loge militaire de l'Invincible Fraternité et député de l'Ancienne auprès du Grand Orient, 1746-1781), la branche cadette subsiste, celle des seigneurs de Tréhéru (issue de Jacques du Buat, second fils de Nicolas II du Buat, seigneur et patron de Bazoches, chevalier, baron de Migergon, 1612-1673)[7].
3. La branche de la Ménarderie, issue de François Ier du Buat, quatrième fils de Guillaume III du Buat.

Autres tiges : du Buat du Bailleul, branche de Lorraine.

## Origines

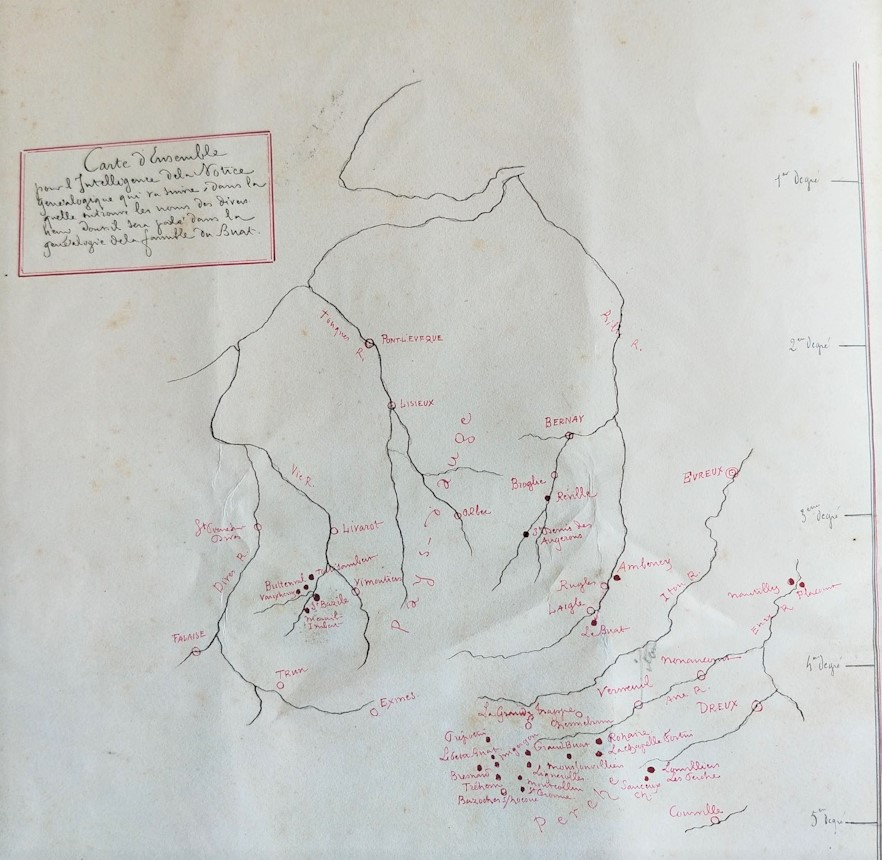
Lieux d'implantation de la famille du Buat en Normandie

L'histoire de la famille du Buat a commencé au Grand Buat, dans la paroisse de Lignerolles, dans l'Orne, en Normandie.
La famille du Buat a été présente principalement en Normandie, en Bretagne, au Maine et en Anjou. À l'écart du principal foyer de peuplement de la famille, une branche s'est épanouie en Lorraine. D'autres membres sont mentionnés en Aquitaine (Castres, etc.). À partir du XVIIIe siècle, de nombreux membres de cette famille ont vécu en Eure-et-Loir, dans les Yvelines et à Paris. D'autres membres de cette famille ont également vécu hors de ces territoires : Martinique, Pondichéry (troupes coloniales).
Il y a également eu la présence d'une Porte du Buat, détruite en 1780, à Provins. Selon Jean Mesqui, la première mention retrouvée de cette porte remonte à 1262 (cf Personnalités Guarnerius du Buat, templier), mais le quartier de Provins qu'elle desservait portait le nom de du buat de façon bien plus ancienne.

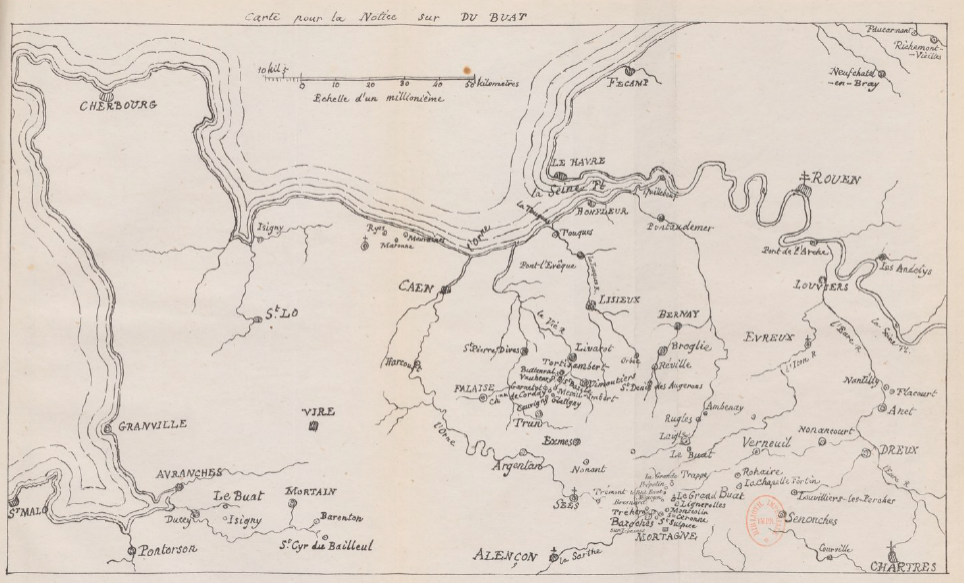
Cartes branches normandes - Famille du Buat. Réalisé par Pierre Louis George du Buat ou Adhémar Barré de Saint-Venant

## Châteaux et demeures
Château du Grand Buat (paroisse de Lignerolles - Orne, aujourd'hui disparu, ce château avait « fossés, pont-levis et chapelles »), Château du Petit-Buat (Saint-Céronne), Château du Buat (l'Aigle, Orne), Château de la Subrardière (Méral, à côté de Craon), Manoir de Buttenval (Tortizambert - Calvados), château de Nancay, etc..
Terres et fiefs nobles de la famille : « du Buat, du Grand-Buat, de Brassé, de la Subrardière, de Barillé, de Chantelou, de la Blandinière, du Teillay, de Ballots, de Chanteil, de la Hunaudière, de Maupertuis, de la Ragottière, de Cramaillé, de Saint-Gauld, etc. ».
Il est également possible qu'il y ait / ait eu une présence en Angleterre :
- Dans l'ouvrage The Norman people and their existing descendants in the British dominions and the United States of America, il est fait mention de la présence d'un du Buat, en 1130 dans le Surrey. Cette présence est sans doute liée à l'invasion normande de l'Angleterre. Le nom aurait ensuite dérivé en : Boat, voire Bowett.
- À la suite de la fuite de nombreux aristocrates lors de la Révolution française, notamment Jean du Buat (cf partie Personnalités).

Une présence est également probable au Québec : Selon Narcisse-Eutrope Dionne, le nom aurait existé au Québec, rapidement transformé en Bouat.

## Personnalités
- Dans l'ouvrage The Norman people and their existing descendants in the British dominions and the United States of America, il est fait mention de la présence d'un du Buat, en 1130 dans le Surrey[10]. Par ailleurs, le comte Robert de Mortain (demi-frère de Guillaume), et le comte Geoffroy II de Mortagne, comte du Perche, dont les membres de cette famille étaient vassaux au XIIe siècle, y ont participé.

- Premiers membres de la famille, appartenant à diverses branches dont l'origine est inconnue, dates de naissance et de mort inconnues :
  - Raoul du Buat, « se retrouve au catalogue des seigneurs distingués du temps de Guillaume le Conquérant » ; Robert du Buat, seigneur et chevalier connu en Normandie au temps de Guillaume le Conquérant (chevalier connu en 1066)[2],[11].
  - Gervais du Buat, ayant concouru, vers 1150, sur l'appel de Rotrou III, comte du Perche, à la fondation de l'abbaye de la Grande-Trappe, auquel ses descendants continueront à apporter contribution au fil des siècles[2].
  - Payen du Buat (né en 1140) et son fils Hugues (XIIe siècle), dons à l'abbaye de la Grande-Trappe en 1189. Ce sont les auteurs des branches connues de la famille du Buat[réf. nécessaire]. Ils sont partis en croisade (Troisième croisade) aux côtés de Philippe II Auguste en 1190. Leur présence est prouvée par l'emprunt qu'ils réalisèrent pour pouvoir partir. Leur blason figure dans la deuxième salle des croisades du château de Versailles[12]. Ils y apparaissent sous le nom de Payen et Hugues de Buat, en raison d'une mauvaise traduction de la forme latine médiévale du nom de Buato.
  - Tescelin du Buat : apparaît en 1180 dans les comptes de l'Échiquier de Normandie, et après l'expulsion des Anglais en 1203, jura fidélité à Philippe Auguste (1203 ou 1212) à Tours, avec d'autres nobles du Cotentin[2] dont Raoul du Buat (qui rendit hommage au roi Henri II en 1173) ; Jean du Buat, fils de Tescelin, mort en 1218, présent aux assises d'Avranches ; Rodolphe du Buat (Radulphus de Buato) fait partie des chevaliers du comté de Mortain ayant rendu hommage à Philippe Auguste[13]. Adam du Buat, rendit hommage au roi Philippe-Auguste, après la fuite de Jean-sans-Terre en Angleterre, et la confiscation de son duché de Normandie au profit de la couronne française (1202)[14]. L'existence de nombreux chevaliers du Buat ayant rendu hommage au roi Philippe II Auguste ne peut que signifier que la famille était déjà développée à cette époque, en plusieurs branches.
- Guarnerius du Buat (Garnerius de Buato, de Le Buat en Seine-et-Marne), fait vraisemblablement partie des premiers Templiers. Il figure dans l'Histoire et cartulaire des Templiers de Provins (il y est fait mention d'une promesse de don de la part de Garnerius de Buato) [15]. Selon l'historien Félix Bourquelot, ce document contient « les archives des actes remontant à la première présence des chevaliers du Temple en France, et des notions intéressantes sur leurs richesses et leurs possessions au douzième et treizième siècle »[16]. Il y a, de plus, eu la présence d'une Porte du Buat, détruite en 1780, à Provins[17].
- Jean du Buat (Joanni de Buato), XIVe siècle : professeur des deux lois, supposées civiles et ecclésiastiques (droit canon et civil / commun)[18].Pierre Louis George du Buat peint par Raoul Dufy sur le tableau La Fée Électricité au Musée d'Art moderne de Paris.

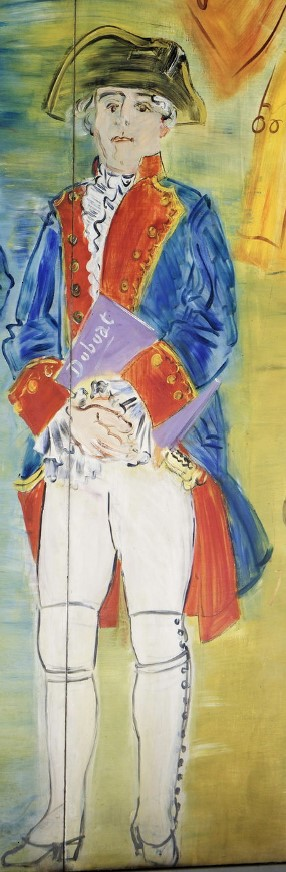
Pierre Louis George du Buat peint par Raoul Dufy sur le tableau La Fée Électricité au Musée d'Art moderne de Paris.

- René des Buats , conseiller clerc au Parlement de Rouen (1533-1555).
- Philippe des Buats, receveur général du roi à Rouen (1561 - 1566).
- Nicolas des Buats, seigneur de Bezion, capitaine du château de Toucques (il commande le château), chevalier des ordres du roi, notamment de l'ordre de Saint-Michel (1565-1587). Il épouse en 1564 Marguerite de Dreux, descendante du comte de Dreux, fils puîné du roi Louis VI Le Gros. La dernière de la branche des Buats, s'est mariée avec un cousin éloigné de la branche de Lorraine, à qui elle a apporté le comté de Brionne.
- François du Buat (15??-1592), fils de Jacques du Buat, chevalier de l'ordre du roi, fondateur de la branche des seigneurs de Bazoches, seigneur des Hayes, de Médavy, puis de Bresnard, baron de Migergon. Homme d'arme en 1573, il devient maréchal de camp et gentilhomme de la chambre du roi Henri IV. Il accompagna Henri IV dans toutes ses guerres. En 1586, il épouse Lucrèce d'Aubray.
- Nicolas Ier du Buat (1588-1628), fils de François du Buat, chevalier de l'ordre du roi, seigneur et patron de Bazoches, de Migergon, de Médavy, de Gaillon, de Bresnard , baron du Lac, gentilhomme ordinaire de la maison du roi Louis XIII, écuyer tranchant[19]. Il épouse Renée de Grougneaux en 1605. Nicolas du Buat meurt le 26 octobre 1628 à Fontenay-le-Comte alors qu'il est de retour du siège de La Rochelle. Il est inhumé le lendemain dans l'église Notre-Dame[20].
- Jean du Buat, chevalier, seigneur de Guarnetot. Il fut gentilhomme de la chambre de Madame la duchesse d'Orléans (Marie de Bourbon - Monpensier) en 1626, puis Lieutenant de la Vénerie de Gaston de France en 1627[9].
- Louis du Buat, garde-corps du roi Louis XIV, tué en 1691 au combat de Louze[9]. Le 18 septembre 1691, «toute la maison du Roi contribue à la prise de Mons: elle se signale au combat de Leuze, où 22 escadrons français battent 72 escadrons ennemis. La maison du roi y eut 271 hommes tués et 308 blessés.» La prise de Mons est une opération militaire importante de la guerre de la Ligue d’Augsbourg[21].
- Pierre Louis George du Buat (1734-1809), ingénieur hydraulicien français. Il a été colonel du Génie, Brigadier Lieutenant du roi, Chevalier de Saint-Louis
- Louis-Gabriel Du Buat-Nançay, né près de Livarot le 2 mars 1732 et mort à Nançay le 18 septembre 1787, diplomate, ministre de France à Dresde et à Ratisbonne, dramaturge, historien et écrivain politique français. Ses principaux écrits sont : Les Origines, ou l’Ancien gouvernement de la France, de l’Allemagne, de l’Italie, etc., La Haye, 1757, 4 vol. in- 12 ; 1789, 3 vol. in-8° ; Histoire ancienne des peuples de l’Europe, Paris, Suard et Arnaud, 1772, 12 vol. in-12 ; les Éléments de la politique en 1773, 6 vol. in-8° ; les Maximes du gouvernement monarchique, 4 vol. in-8°, 1778 (contre le livre de Mey, Maultrot, Aubry). En 1785, la Lettre d’un anti-philosophe de province aux philosophes de la capitale.
- André-Augustin du Buat, pris part à l'expédition de Quiberon (opération militaire contre-révolutionnaire) et y laissera la vie.Blason branches du Perche et de Mortain : Écartelé : au 1 et 4 d'azur à huit rais d'escarboucles pommetés et fleurdelisés d'or, au 2 et 3 d'azur aux trois bandes d'or. Couronne de Marquis. L'écartèlement a eu lieu à une date inconnue, à la suite d'une alliance, ou pour signifier qu'il s'agissait de la branche cadette.

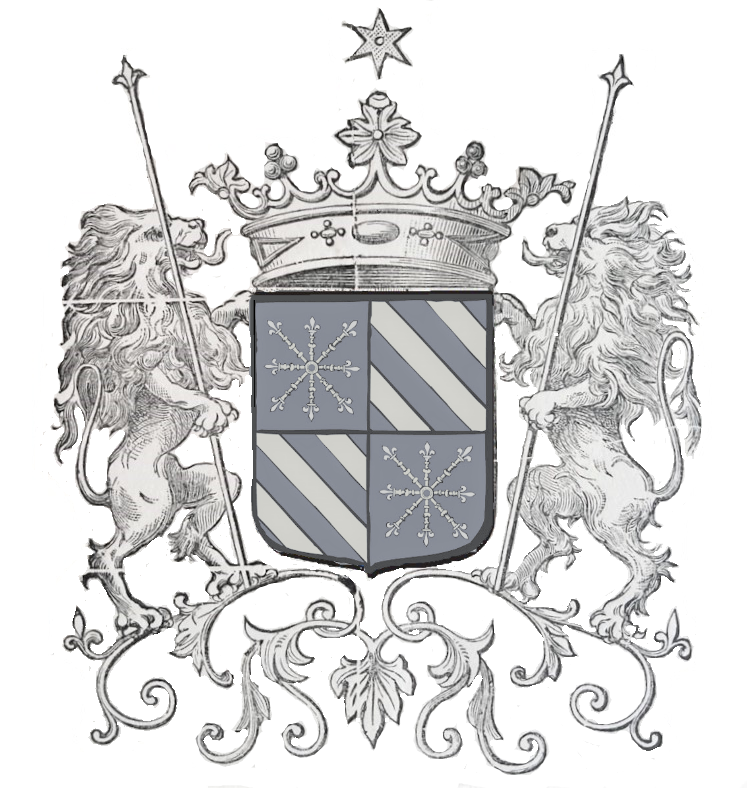
Blason branches du Perche et de Mortain : Écartelé : au 1 et 4 d'azur à huit rais d'escarboucles pommetés et fleurdelisés d'or, au 2 et 3 d'azur aux trois bandes d'or. Couronne de Marquis. L'écartèlement a eu lieu à une date inconnue, à la suite d'une alliance, ou pour signifier qu'il s'agissait de la branche cadette.

- Eustache-René, marquis du Buat (1746-1781), dernier de la branche des seigneurs de Bazoches, seigneur des Chapelles, mousquetaire, capitaine du régiment des cuirassiers du roi. Il est également franc-maçon (loge de Castres), vénérable de la loge militaire de l'Invincible Fraternité, grades de « Maître Parfait, les trois d’Élus et de Grand Écossais » et député de l'Ancienne auprès du Grand Orient [22].
- Antoine-Nicolas VII du Buat (27 avril 1736 - 30 août 1782), écuyer, seigneur de Tréhéru, marquis du Buat à la mort de son cousin Eustache-René (dernier de la branche aînée des seigneurs de Bazoches) en 1781. Probablement capitaine des grenadiers royaux et chevalier de Saint-Louis[9].
- Robert III François - Félix du Buat (1775-1801), Ec, marquis à la mort de son père en 1782, dernier seigneur féodal de Tréhéru, chef de bataillon de l'armée catholique et royale (armées royales de l'Ouest durant la Révolution). Il fut le page du duc de Penthièvre.
- François Jean, et son frère René-François, fils de Louis-Marie-Jacques du Buat et de François de la Penaye : blessés lors dans les armées de Condé et de l'Ouest (lutte anti-révolutionnaire), ils furent faits en 1845 capitaines et chevaliers de Saint-Louis. Leur frère cadet a été tué durant la Terreur[2].
- Marie-Madeleine du Buat, émigrée radiée (il y en a certainement eu beaucoup d'autres dans la famille), morte à Mortagne en l'an III. Source : http://www.archivesnationales.culture.gouv.fr/chan/chan/pdf/sm/PV9ind1.pdf « Lors de la Révolution Française, de très nombreuses personnes se retrouvent montrées du doigt comme étant la source de tous les maux du pays. Ils seraient environ 150 000 nobles, prêtres ou roturiers, à être considérés comme des traîtres à la Patrie et à avoir fui le pays dès 1789 pour la Suisse, l’Angleterre, l'Allemagne, l'Italie, la Russie ou encore les colonies américaines. 32 000 sont inscrits comme émigrés sur des listes et par conséquent condamnés à mort s’ils reviennent, et tous leurs biens sont saisis. Après la fin de la Terreur et du règne de Robespierre, la plupart des émigrés sont autorisés à rentrer chez eux. Ils vont alors demander à être radiés de ces listes »[réf. nécessaire].
- François-Marie Dubuat, particule et nom attaché par sécurité (1752-1807)[23]. Conseiller au présidial de Meaux, il est député suppléant du tiers état aux États généraux de 1789 pour le bailliage de Meaux, et fut admis à siéger le 14 mai 1790 à la suite de la démission de Monsieur D'Arguesseau[24].
- Sézille du Buat (Jean-Thomas), trésorier de France, Noyon, incarcéré en 1784, durant la Révolution, au château de Chantilly[25].
- Jean (George) du Buat (fin du XVIIIe siècle), proche d'Armand Tuffin de La Rouërie, membre de l'Association bretonne (comité de Saint-Malo). Fils de Jean, fils de Gilles III du Buat (tabellion, né en 1610), il avait des occupation commerciales à Saint-Malo[2]. Il a pris part à la conspiration du marquis de la Rouerie, annonciatrice des débuts de la Chouannerie[26]. Selon l'historien Donald Sutherland, « après la défection du comité de Saint-Malo et la découverte des conspirateurs, l’Association continua à se dissoudre. Présageant du désastre, La Rouërie transmit tous ses documents à Jean du Buat[27]. » L’importance des documents confiés à Jean du Buat montre la confiance qu’il lui accordait et leur proximité : pouvoir d’autorité reçu d’Artois, sa commission donnée par les Princes, sa correspondance avec Calonne, les listes des membres de l'Association. Il a ensuite fuit, ruiné, en Angleterre avec d'autres aristocrates pour éviter la guillotine.
- Victor du Buat (XIXe siècle), le protégé de Saint-Venant
- Charles Armand Constant du Buat (1857-1930), Ec, marquis. Initialement changeur, il s'associa avec ses deux beaux-frères pour fonder la banque Lary frères & du Buat à la suite de son mariage avec Caroline Anastasie Lary. Cette banque, par suite de mauvaises affaires et voulant rester honnête, a ruiné la famille. Il se souvient que dans sa jeunesse il avait fréquenté Napoléon lll et son fils Louis-Napoléon par l'intermédiaire de sa mère Anastasie Fauveau, mariée à Charles du Buat et de sa grand-mère Louise Elisabeth  Anastasie Rivière qui l'emmenait avec elles. Son nom a été relevé par son arrière-petit-fils, évitant la disparition de la famille.

## Héraldique
Les armes de la branche du Buat de la Subrardière se blasonnent : « d'azur à trois quintefeuilles d'or, deux et une ». Ecrivant peu avant la Révolution, Audouys ajoute dans son Armorial d'Anjou « à trois quintefeuilles ou à trois rosettes ». Les fusées se retrouvent dans les armes qui ont certainement appartenu aux du Buat de Bretagne, et depuis aux du Buat de la Subrardière.
Les recueils héraldiques les indiquent même comme les plus anciens meubles des armoiries de la branche de la Subrardière. Ces armes se blasonnent ainsi : d'azur à trois quintefeuilles d'or, surmontées de trois ou cinq losanges de gueules en chef. La branche du Buat du Teillay a porté aussi ce blason concurremment avec la forme actuelle qui commence à prendre faveur. Ainsi Charles du Buat de la Subrardière élimine les losanges du chef, et se sert en 1624, d'un sceau de cire, où les trois quintefeuilles sont très-visibles. Un casque de chevalier, tourné à droite et orné de lambrequins, domine l'écu. Ces armoiries nous ont prévalu depuis cette époque, comme les armoriaux du XVIIe siècle et du XVIIIe l'expriment d'une façon précise.

## Généalogie
L'histoire généalogique des branches de la Maison du Buat fixées en Anjou et en Mayenne depuis le XIVe siècle, et connues sous le nom de du Buat de Barillé, du Buat de Brassé et Buat de la Subrardière et du Buat du Teillay. De ces trois branches sorties au XIVe siècle d'un rameau unique, fixé aux environs de Dol-de-Bretagne, une seule subsistait au début du XXe siècle, celle du Buat de Brassé et de la Subrardière.
- Charles du Buat de Landal, et de N. de Montauban
  - Jean du Buat, écuyer, époux de Guillemette du Vergier, mort à la bataille d'Azincourt, durant la guerre de Cent Ans[36]. Ses descendants continueront à se battre contre les Anglais au côté de Charles VII, et fuiront à Angers après la destruction de leur manoir et de tous leurs biens. Ruinés mais riches d'honneurs, ils s'allieront à des familles puissantes.
    - Jean II du Buat, écuyer, époux de Colette de Saint-Aignan
      - Jean III du Buat[37], écuyer, seigneur de Brassé, époux de Jeanne de Lamboul, puis époux de Louise de la Touchardière
        - Guillaume du Buat, aîné, époux en 1434 de Marguerite de Barillé, tige de la branche de Barillé
          - Jean du Buat,  écuyer, seigneur de Barillé et de Chantelou, époux de Perrine Nepveu
            - Clément du Buat, écuyer, seigneur de Barillé et de Chantelou, époux de Françoise de la Rochère
              - Guillaume du Buat,  écuyer, seigneur de Barillé, de Chantelou et de Grugé, époux de Jeanne de Romillé
                - Renée du Buat, épouse de René Pellault
                - Philippine du Buat, épouse de Jacques de Mondamer
                - Claude du Buat, écuyer, seigneur de Barillé et de Chantelou, sans postérité, dernier représentant, orphelin de bonne heure, il s'enfuit à la dérobée du manoir de famille, sur un cheval emprunté à un tenancier voisin ; la fougue et l'inexpérience de l'adolescence le jettent au milieu de la lutte des partis. Son imprudence lui coûta la vie (1572)[38].

              - Guyonne du Buat, appelée aussi Jeanne, épouse de Georges le Picard

            - Jean du Buat
            - Jacquette du Buat, épouse de Gilles de la Barrière, seigneur de la Pommeraye

        - Jean IV du Buat, légiste, tige de la branche de Brassé et de la Subrardière, mari de Jeanne de Charnacé, 1442, 1472. .
          - Gilles du Buat, écuyer, seigneur de Brassé et de la Subrardière, épousa en 1475, Catherine Pinçon de Boutigné. Il est seigneur de Brassé, en 1477, † avant 1514.
            - Georges du Buat, écuyer, seigneur de Brassé et de la Subrardière, époux de Perrine de Bois-Joulain. Mort avant 1521, laissait ses enfants sous la tutelle de Perrine de Bois-Joulain, sa veuve.
              - Guillaume du Buat, écuyer, seigneur de Brassé et de la Subrardière, de Cramaillé, Besneart et de la Chevrolaye,mari de Jeanne Mauviel, 1520, taxé à l'arrière-ban d'Anjou, 1567.
                - René du Buat, écuyer, seigneur de la Subrardière, Brassé,  Cramaillé, Mingé, les Théardières, époux de Renée d'Availloles
                  - Jean du Buat, écuyer, seigneur de la Subrardière, de Saint-Poix, Chanteil, la Motte de Ballots, la Bodinière, mari de Madeleine de Birague
                    - Charles du Buat, chevalier, seigneur de la Subrardière, de Saint-Poix, Chanteil, la Motte de Ballots, époux d'Elisabeth de la Corbière, gentilhomme ordinaire de la chambre du roi, il servait en 1636 dans la Compagnie des Ordonnances du cardinal de Richelieu[9].
                      - Claude-Charles du Buat
                      - Charles-Joseph du Buat, seigneur de la Subrardière
                      - Malo-Marie du Buat, seigneur de la Subrardière
                      - Magdelon-Hyacinthe Ier du Buat, chevalier, seigneur de la Subrardière et de la Motte de Ballots, époux de Marie-Anne Blavet
                        - Magdelon-Hyacinthe II du Buat, chevalier, seigneur de la Subrardière et de la Motte de Ballots, époux de Marie-Renée du Mortier
                          - Louis-Joseph-François-Ange-Pierre-Hyacinthe du Buat, chevalier, seigneur de la Subrardière, époux de Marie Berset d'Hauterives, puis époux de Thérèse-Charlotte du Bouetiez, puis époux d'Etiennette Barré. Louis du Buat assistait en 1789 à l'assemblée provinciale de la noblesse, à Angers, pour la nomination des députés aux Etats généraux de 1789. Le mode d'élection du maire de la ville soulevant de vives discussions, et laissant même prévoir des troubles, M. du Buat n'hésita point à offrir ses services à la commission permanente, en séance à l'Hôtel de ville d'Angers, et à s'engager à coopérer à l'ordre et à la tranquillité publique. 19 juillet 1789. Il mourut à Laval vers 1797.
                            - Louis Charles Marie du Buat (5 juin 1765), chevalier, comte du Buat, seigneur de la Subrardière. Page de S. A. le Prince de Condé en mai 1778, puis Lieutenant au régiment de Bourbon (infanterie) en 1782. Après avoir émigré en 1790, il servit au régiment de la Châtre, puis dans les hussards autrichiens commandés par le Baron de Vincent, où il obtint le grade de Capitaine et la décoration du Mérite militaire (médaille d’or). Rentré en France en 1802, il épousa Marie-Renée de Valleaux. Maire de Méral en 1808.
                              - Charles du Buat, comte du Buat, époux d'Anne-Marie-Clotilde d'Anthenaise. Maire de Méral de 1850 à 1888..
                                - Berthe du Buat, épouse en premières noces Arthur-Joseph-Charles, comte de Perrien de Crenan; et en secondes, le vicomte Fortuné-Joseph-Jules de la Charlonnie de la Blottais.
                                - Marguerite du Buat, épouse du comte Auguste de Chabot. Ce dernier est maire de Méral de 1904 à 1908.

                            - Louis-Jean-Marie du Buat, né en 1772, entré dans l'Ordre de Malte en 1775 (distinction dans l'ordre : militaire). Servant d'armes[39]. Etant dans l'île de Malte lors de l'expédition d'Egypte, il suivit le général Bonaparte, et, à son retour en France, épousa Françoise-Louise-Amélie du Pont de Compiègne, fille de Charles, marquis de Compiègne et eut quatre filles[9].
                              - Bathilde-Esther-Léopoldine, mariée en 1828, à Antoine-Stanislas de Sézille.
                              - Louise-Charlotte-Léonie, mariée en 1830, à Joseph-Marie-Collomb d'Arcine et décédée en 1884.
                              - Eugénie-Renée-Louise, mariée en 1830, à Paul-Marie-Victor Bouchu.
                              - Justine-Octavie, mariée en 1832 à Antoine-François-Auguste Bouchu, ancien garde du corps du roi, capitaine, de la garde royale.

                            - Thérèse-Esther-Marie-Jacquine du Buat. Pendant la Révolution française, elle servit de lien entre son père et ses frères émigrés Elle se retira durant la Restauration à Ernée, et, sous le titre de chanoinesse de l'Ordre de Malte, ne s'occupa plus que de bonnes oeuvres. Elle y mourut le 25 août 1833, et fut inhumée dans le cimetière de Notre-Dame de Charné.
                            - Marie-Fortunée du Buat

                          - Magdelon-Hyacinthe-Pierre-Marie du Buat

                        - Charles-Magdelon-Guillaume du Buat
                        - Philippe du Buat, religieux
                        - François du Buat, religieux
                        - Charles-Joseph du Buat, religieux, né le 2 mai 1702, chanoine régulier de Saint-Augustin, figure sur la liste des Prieurs claustraux de l'Abbaye de Port-Ringeard, à la date de 1720
                        - Jacques-Malo du Buat
                        - Malo-Marie-Gabriel du Buat
                        - Henri-Louis du Buat, religieux
                        - Henriette du Buat
                        - Marie-Charlotte du Buat
                        - Marie-Elisabeth du Buat
                        - Elisabeth-Antoinette-Rose-Gabrielle du Buat, épouse de Jean-Charles-César d'Aubert
                        - Hyacinthe du Buat

                      - Jean-Baptiste du Buat
                      - Philippe du Buat, officier au régiment de Penthièvre, il mourut sur un champ de bataille avant le 14 avril 1708, date du partage de sa succession.
                      - Madeleine du Buat, religieuse
                      - Marie du Buat, religieuse
                      - Elisabeth du Buat, religieuse
                      - Elisabeth-Charlotte du Buat, épouse de François-Daniel de la Chevalerie
                      - Renée-Anne du Buat
                      - Françoise-Elisabeth du Buat
                      - Elisabeth du Buat
                      - Anne-Henriette du Buat, épouse de René-François Minault

                    - Marie du Buat, épouse de Pierre d'Aubert
                    - Madeleine du Buat
                    - Catherine du Buat, religieuse

                  - Perrine du Buat, épouse de Louis de Champagné

                - Marin du Buat, écuyer, seigneur de la Rivière de Seillon
                - Pierre du Buat, écuyer, seigneur de la Blandinière
                - Marthe du Buat, épouse de  Guillaume de Langellerie, seigneur de Brassé
                - Marie du Buat, épouse de Jean l'Enfant
                - Anne du Buat, religieuse

              - François du Buat, auteur de la branche du Teillay, ecuyer, seigneur de Cramaillé, époux de Jeanne de Tessé. Il obtient le Château du Teillay par alliance avec Jeanne de Tessé, 1545. Il mourut en 1581 et sa veuve, qui y demeurait, en 1591
                - Anselme Ier du Buat, écuyer, seigneur du Teillay et de Saint-Gault, époux de Marie de Chauvigné[40], qu'il épouse au Château de Terrequin, le 16 avril 1573. A côté de ses cousins Louis de Champagné de la Motte Ferchault, et des L'Enfant de la Patrière[38], il embrassa le parti de la Ligue catholique qui comptait dans le Maine de zélés partisans, et dirigés par le Charles de Mayenne et par Urbain de Laval Boisdauphin, qui exerçait une sérieuse influence dans la partie méridionale de la province. Il prend part au siège de Vitré, où il tombe aux mains d'une bande anglaise (1591)[38]. Tombé entre les mains d'une bande anglaise au service des protestants, prisonnier du sergent major Anthony Wing, Anselme du Buat après avoir payé sa rançon, obtint de Jean du Mats de Montmartin, maréchal de camp de Henri IV; et commandant de Vitré, la permission de se rendre de cette ville à Craon, accompagné de deux servants, de leurs chevaux et équipages militaires, 5 octobre 1591. Lorsque la guerre civile fut apaisée, le maréchal Urbain de Laval Boisdauphin, rentré en faveur auprès du roi, se souvint de son ancien compagnon d'armes. Grâce à son influence, Anselme du Buat obtint de Henri IV une lettre de cachet lui accordant la permission de « tirer », 10 janvier 1600. Il meurt chez son fils Louis du Buat, curé du Bailleul, et est inhumé dans l'église de Saint-Gault[41].
                  - François du Buat, écuyer, seigneur du Teillay, épousa le 5 juin 1610 Perrinelle du Châtelet, de Saint-Clément-de-la-Place, et fut inhumé à Saint-Gault en 1641, quatre ans après sa femme.
                    - Anselme II du Buat, écuyer, seigneur du Teillay et du Châtelet. Il épousa Anne Éveillard, fille d'un juge au présidial d'Angers, d'où : Marie, 1648 ; Anselme, 1649 ; Charles, 1650 ; Anselme, 1653 ; François, 1654, baptisés à Saint-Gault. Il mourut en 1655, au Teillay, où sa veuve testa en 1688.
                      - François du Buat, écuyer, seigneur du Teillay et de Saint-Gault, il épousa par contrat passé au Château de la Rongère, le 27 mai 1682, Anne d'Adde de Bescheron, dont le père venu d'Italie s'était fixé à Saché par son mariage avec Marie de Vallois. Mort en 1719, il avait eu : Pierre-François, 1685 ; Henri-Anselme, 1688 ; Gabriel, 1688. Deux aînés ne sont pas inscrits aux registres de Saint-Gault : Hyacinthe-Marthe, curé de Quelaines, puis de Saint-Gault, et Bernard du Buat
                        - Hyacinthe-Marc du Buat, religieux, écuyer, fils et principal héritier, prêtre en 1723 dans la Congrégation de la Mission, établie à Poitiers, puis curé de Quelaines en 1738.
                        - Bernard du Buat, chevalier, seigneur du Teillay, marié le 1er décembre 1713 à Anne-Marie Prézeau[42], d'où : Perrine-Lucie, 1720 ; Hyacinthe-Louise, 1722 ; Françoise, 1723 ; Marie, 1725 ; Bernard-Hyacinthe, 1727 ; Bernard et Michel, 1733. Le père vivait en 1746.
                          - Bernard-Hyacinthe-Charles du Buat, religieux, qui entra dans les ordres, et devint curé de Quelaines, par la résignation de son oncle Hyacinthe du Buat. Il mourut en 1738.
                          - Anne-Françoise du Buat, épouse de François d'Andigné de Mayneuf. D'où deux filles, mortes l'une religieuse à l'Abbaye de Nyoiseau, l'autre sans alliance. Leur mère fut enterrée sous le ballet de l'église de Saint-Gault, en 1788, âgée de 75 ans.
                          - Lucie du Buat, religieuse de l'Abbaye Notre-Dame de Nyoiseau. Elle meurt le 10 fructidor an IV (27 août 1796), âgée de 73 ans. Elle se retira, à la dispersion du couvent, chez François d'Andigné de Mayneuf, son beau-frère, au château de la Perrine. C'est là qu'elle est morte.
                          - Bernardine du Buat

                        - François du Buat
                        - Henri du Buat
                        - Marthe du Buat

                      - Charles du Buat, mourut au service du roi en Lorraine, le 24 janvier 1675.
                      - Marie du Buat, épouse de François Moreau

                    - Marie du Buat, épouse de François de Meulles

                  - Louis du Buat, religieux
                  - Anne du Buat, mariée vers 1615 à Paul Poncher
                  - Jeanne du Buat, religieuse
                  - Françoise-Ambroise du Buat, religieuse, elle entra en religion dans l'ordre de Saint-Benoit, et choisit l'abbaye de la Trinité de Poitiers, alors gouvernée par une femme de haut mérite, Jeanne Guischard de Bourbon. Lors de la démission de l'abbesse, le 13 février 1631, Françoise du Buat qui exerçait la charge de prieure, fut appelée à la remplacer[43]. Elle ne dut rester en fonctions que trois ans environ, et trouva cependant le temps de signaler son passage par une importante fondation. Déjà une colonie de religieuses bénédictines de la Trinité de Poitiers était venue s'établir à Laval en 1621 ; le nouveau couvent des Bénédictines de Laval n'avait pas tardé à prospérer. Encouragée par cet heureux résultat, Françoise du Buat, fonda sous la même inspiration la maison de Notre-Dame de Grâces à Lassay, avec l'autorisation de l'évêque du Mans, Charles de Beaumanoir de Lavardin, et l'agrément de Charlotte du Tillet, dame de Lassay. L'observance était la même qu'au prieuré de Sainte-Scholastique de Laval, 1621. Françoise du Buat donna sa démission le 13 avril 1633. D'après les auteurs de la Gallia Christiana, elle mourut le 22 avril 1633[44], et fut inhumée au chœur de l'église de l'abbaye de la Trinité de Poitiers.

                - Françoise du Buat, époux de François de Feillet

              - Thibault du Buat, religieux
              - René du Buat, religieux
              - Françoise du Buatn épouse de François de la Morellière

            - Jean du Buat, écuyer, seigneur de Cramaillé
            - François du Buat
            - Renée du Buat, religieuse du Monastère de Patience de Laval
            - Perrine du Buat, épouse de Louis Baraton

          - Gillot du Buat, écuyer, seigneur de la Blandinière
          - Marin du Buat, prêtre
          - Catherine du Buat, épouse d'Olivier Cheminart
          - Bertranne du Buat, dame de la Carterie, épouse de Pierre de la Tousche
          - Jeanne du Buat, épouse de Pierre Lambert

## Alliances
De nombreux mariages ont été réalisés au fil des siècles.
Par ordre chronologique pour la branche des seigneurs de Tréhéru : familles de Feings (XIIIe siècle), des Près de Pratis (Colette, dame de Montcollin, XIVe siècle), de Craon (Yolande, XIVe siècle), de Martigny (Catherine, 1452) , du Chesnay (Madeleine, XVIe siècle), de la Tour (Marie, 1534), d'Aubray (Lucrèce, 1586) , de Grongneaux (Renée, 1605), Le Normant (Geneviève, 1637), du Chesnay (Marie, 1665) ; de Gogué (Barbe, 1698) ; du Bosc (Marie Catherine, 1735), de Gastel (Marie-Françoise, 1773), Langer (Marie Charlotte Joséphine, 1826), Fauveau (Anastasie, 1857), Lary (Caroline Anastasie, 1886).
Selon le Nobiliaire de Normandie : « de Rosmadec, de Coëtquen, de Montmorency, de Budes, de Sévigné, de Quatreveaux, de Madaillan en Bretagne, du Vergier, de Saint-Aignan, de Barillé, de Nepveu, de Mondamer, de Charnacé, de la Touche, de Baraton, du Bois-Joullain, de Mauvielle, de Bois-Hébert, de Champagné, de Birague, d’Aubert, de la Corbière de Blavet, du Mortier, Lenfant, de Valleaux, d’Anthenaise, de Perrien, de Chabot, de Tessé, d’Adde, etc. ».